# Walter Tietje
Walter Tietje (* 29. September 1899 in Herzberg am Harz; † 26. März 1974 in Braunschweig) war vertretungsweise preußischer Landrat im Landkreis Simmern (1937/38) und Regierungsdirektor.

## Leben
Walter Tietje war der Sohn eines Pfarrers. Nachdem Besuch des Realgymnasiums in Osterode, das er im Juni 1917 mit der Reifeprüfung abschloss, war er noch bis 1918 Teilnehmer am Ersten Weltkrieg (Entlassung zum 31. Dezember 1918). Im Anschluss absolvierte er in Göttingen und Kiel ein Studium der Rechts- und Staatswissenschaften. Mit Ablegung des Referendarexamens im Juni 1922 betätigte er sich zunächst als Gerichtsreferendar am Amtsgericht Herzberg, bevor er im Januar 1923 und unter Ernennung zum Regierungsreferendar in den preußischen Verwaltungsdienst wechselte und bei der Regierung Hannover Einsatz fand. Mit Ablegung des zweiten juristischen Staatsexamens beim Ministerium des Innern in Berlin am 4. April 1925 zum Regierungsassessor ernannt, fand Tietje im Weiteren Beschäftigung beim Landratsamt Halle (Saale). Von dort wechselte er 1928 zur Regierung in Marienwerder und 1930 zur Regierung Oppeln, wo er später zum Regierungsrat ernannt wurde.
Zwischenzeitlich (1. August 1932) in die NSDAP eingetreten, wurde Tietje im August 1933 erneut in das Preußische Ministerium des Innern, Abteilung für Volksgruppenpolitik, berufen. Dort am 1. Juni 1934 zum Oberregierungsrat ernannt, verblieb er bis in den Herbst 1936, bevor er am 6. Januar 1937 vertretungsweise mit der Verwaltung des Landkreises Simmern in Simmern betraut wurde. In Simmern setzte er von seinem Amtsvorgänger begonnene Großmeliorationen fort. Nach seiner dortigen Abberufung im Februar 1938 wechselte er an das Oberpräsidium der Provinz Magdeburg, zuletzt bis Kriegsende im Dienstrang als Regierungsdirektor. Tietje war von 1939 bis 1945 auch Teilnehmer des Zweiten Weltkriegs und geriet dabei in Kriegsgefangenschaft, aus der er 1947 über das Lager Sandbostel entlassen wurde. 
Bis Ende Dezember 1953 war er Leiter der Polizeidirektion Osnabrück und wurde in Osnabrück auch für die Partei GB/BHE politisch aktiv. Zum 1. Januar 1954 sollte er eine Stelle als Regierungsvizepräsidenten des Regierungsbezirks Hildesheim antreten. Kurz vorher holte ihn jedoch eine Affäre um seinen GB/BHE-Parteikollegen Kurt Knuth ein, weshalb er sofort beurlaubt wurde.
Als Regierungsdirektor i. R. lebte er in den 1960er Jahren in Braunschweig.